# Kosei Ashibe
Kosei Ashibe (japanisch 芦部 晃生 Ashibe Kosei; * 5. April 2001 in Misato, Präfektur Miyagi) ist ein japanischer Fußballspieler.

## Karriere
Kosei Ashibe erlernte das Fußballspielen in der Jugend von Vegalta Sendai sowie in der Universitätsmannschaft der Kanto-Gakuin-Universität. Vom 8. September 2023 bis Saisonende 2023 wurde er an den Zweitligisten FC Machida Zelvia ausgeliehen. Hier kam er jedoch nicht zum Einsatz. Am Ende der Saison 2023 stieg er mit dem Klub als Tabellenerster in die erste Liga auf. Nach der Ausleihe wurde Ashibe im Februar 2024 fest von Machida unter Vertrag genommen. Sein Erstligadebüt gab Kosei Ashibe am 20. Juli 2024 (24. Spieltag) im Heimspiel gegen die Yokohama F. Marinos. Bei der 1:2-Heimniederlage wurde er in der 78. Minute für Gen Shōji eingewechselt. Im Februar 2025 wechselte er auf Leihbasis nach Mito zum Zweitligisten Mito Hollyhock.